# كارستن غريف
كارستن غريف هو أستاذ جامعي دنماركي، ولد في 1965.